# Bebelis compta
Bebelis compta är en skalbaggsart som beskrevs av Maria Helena M. Galileo och Martins 2006. Bebelis compta ingår i släktet Bebelis och familjen långhorningar. Inga underarter finns listade.